# Instytut Adama Mickiewicza
Instytut Adama Mickiewicza (poprzednio Centrum Międzynarodowej Współpracy Kulturalnej Instytut Adama Mickiewicza; skrót: IAM) – polska agenda rządowa, instytucja kultury powstała 1 marca 2000 roku. Jej celem jest popularyzowanie polskiej kultury na świecie oraz współpraca kulturalna z innymi krajami.
Siedzibą Instytutu jest pałacyk Cukrowników przy ul. Mokotowskiej 25 w Warszawie.

## Działalność
Instytut zajmuje się tworzeniem i zbieraniem dokumentacji dotyczącej polskiej kultury (filmów, nagrań, wydawnictw itp.), udostępniając ją zainteresowanym podmiotom, zwłaszcza Instytutom Polskim i innym polskim placówkom kulturalnym za granicą.
Swoją działalność Instytut prowadzi według kluczowych ścieżek dziedzinowych: Film, Muzyka poważna, Sztuki wizualne, Teatr. Instytut prowadzi także program dotacyjny „Kulturalne pomosty”.
Instytut, w ramach Wieloletniego Programu Rządowego „Niepodległa”, zaplanował ponad 400 inicjatyw kulturalnych. Instytut informuje o swojej działalności na profilach w mediach społecznościowych (m.in. Facebook, Twitter).

### Programy Instytutu Adama Mickiewicza (wybór)
- Program Polska 100
- Program Azja[6]
- Program I, CULTURE, Orchestra[7][8]
- Kultura cyfrowa[9]
- Culture.Media
- Open Poland
- Program Don′t Panicǃ[10]
- Program Ameryka
- Program Polska Design[11]
- Program East European Performing Arts Platform[12]

#### Portal Culture.pl
Od lipca 2001 IAM prowadzi trójjęzyczny (polsko-angielsko-rosyjski) portal internetowy culture.pl, którego zadaniem jest gromadzenie informacji na temat polskiej kultury i publikowanie ich w wielu językach. W 2015 roku portal, głosami internautów, otrzymał nagrodę Gwarancja Kultury.

#### KonferencjaDigital Cultures
Od 2017 roku Instytut organizuje międzynarodową, interdyscyplinarną konferencję „Digital Cultures”, której jednym z celów jest zwiększenie rozpoznawalności za granicą polskich twórców cyfrowych. Konferencji towarzyszą koncerty i inne wydarzenia, a ważnym uzupełnieniem jest publikowany online Trendbook Digital Cultures, czyli internetowa baza polskich projektów cyfrowych.

## Dyrektorzy placówki
- Damian Kalbarczyk (2000–2002)
- Ryszard Żółtaniecki
- Tomasz Tłuczkiewicz
- Ryszard Kubiak
- Maciej Domański
- Bogdan Bernaczyk-Słoński
- Zbigniew Sałek
- Paweł Potoroczyn (od 2 czerwca 2008 do 6 września 2016)
- Krzysztof Olendzki (od 7 września 2016 do września 2019)
- Barbara Schabowska (od 9 czerwca 2020 do 30 kwietnia 2024; od września 2019 jako p.o.)
- Olga Wysocka (od 1 maja 2024)[18][19]

## Galeria

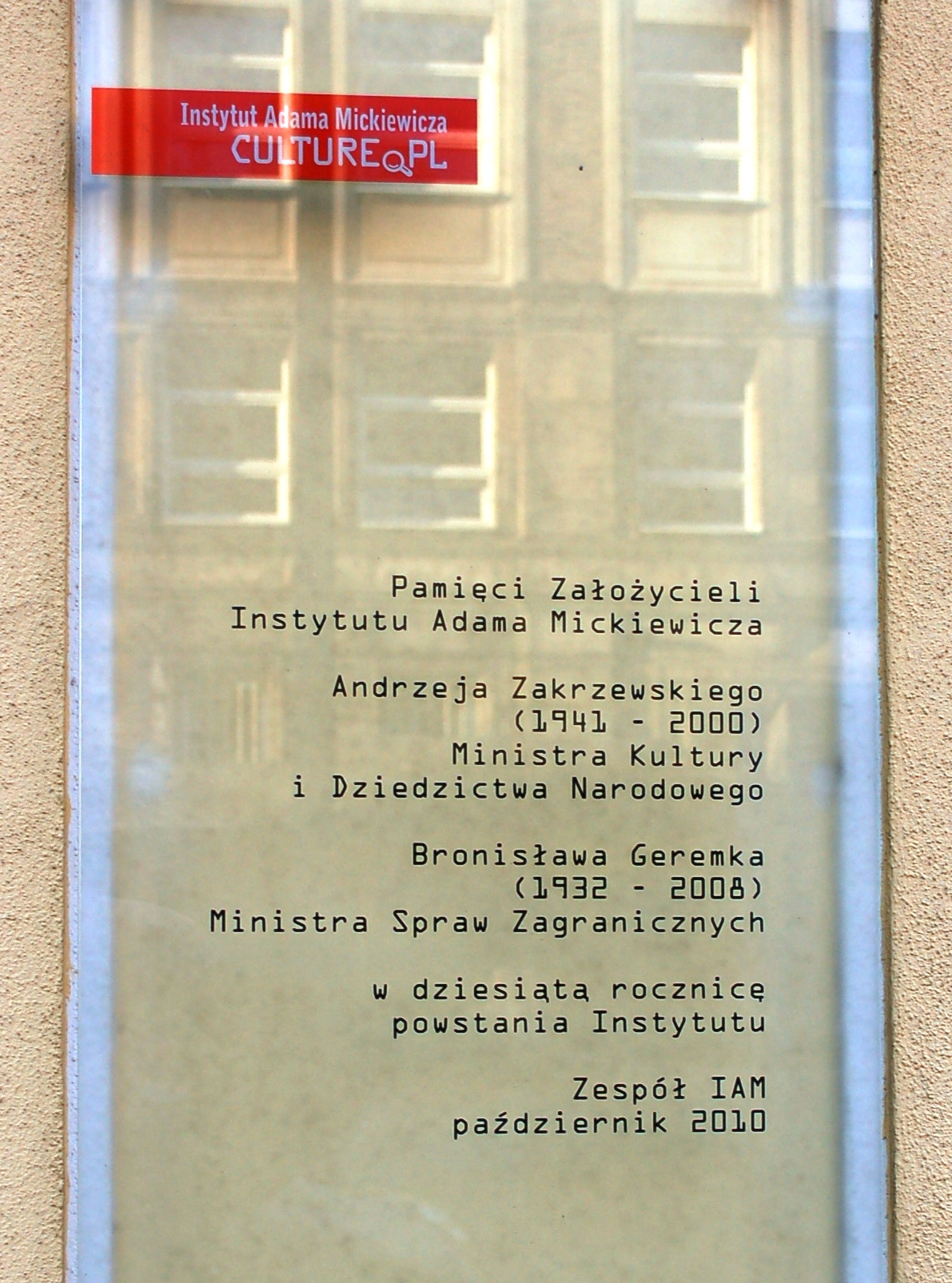
Tablica pamiątkowa poświęcona założycielom Instytutu Adama Mickiewicza
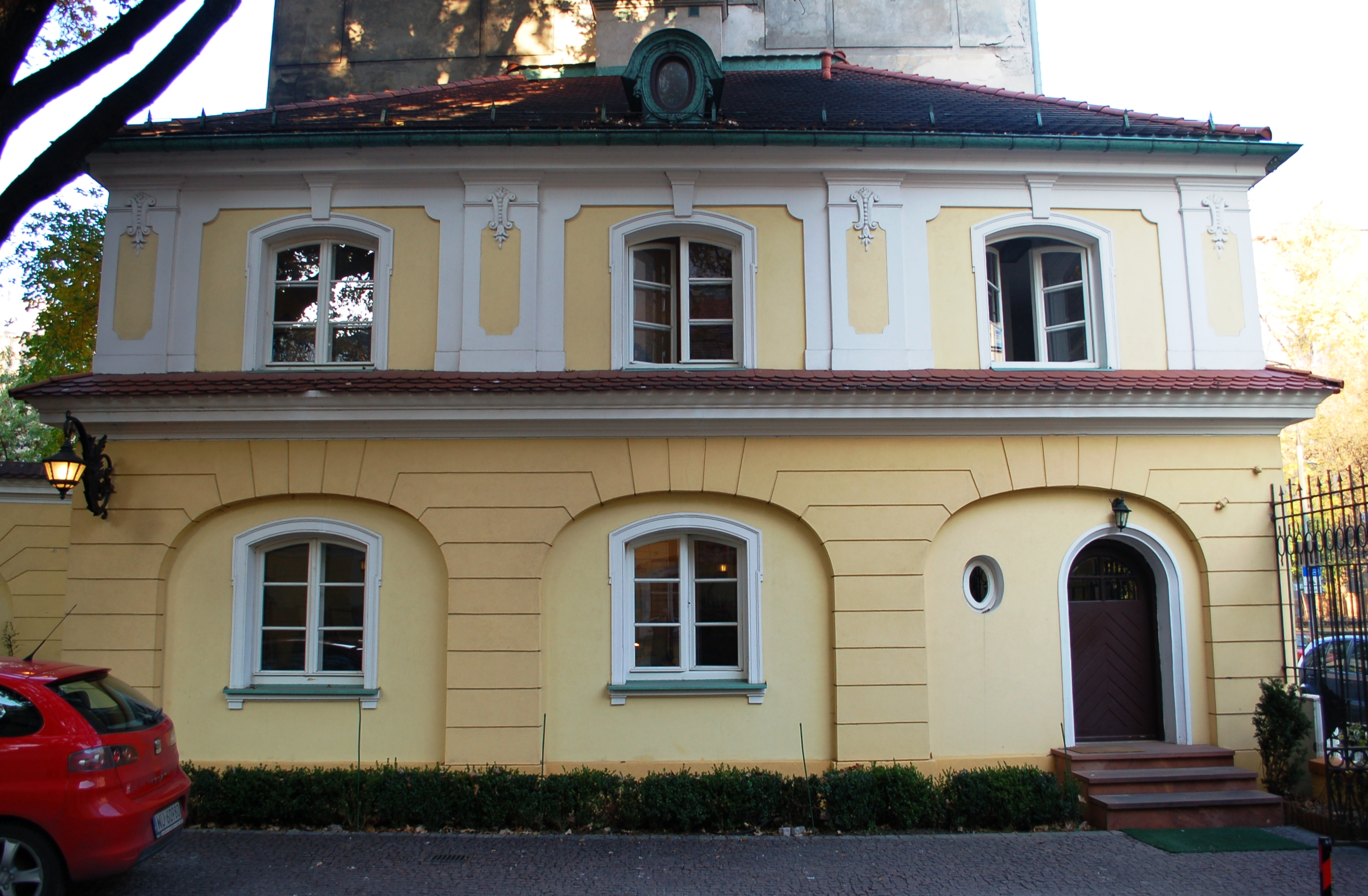
Wejście do Instytutu
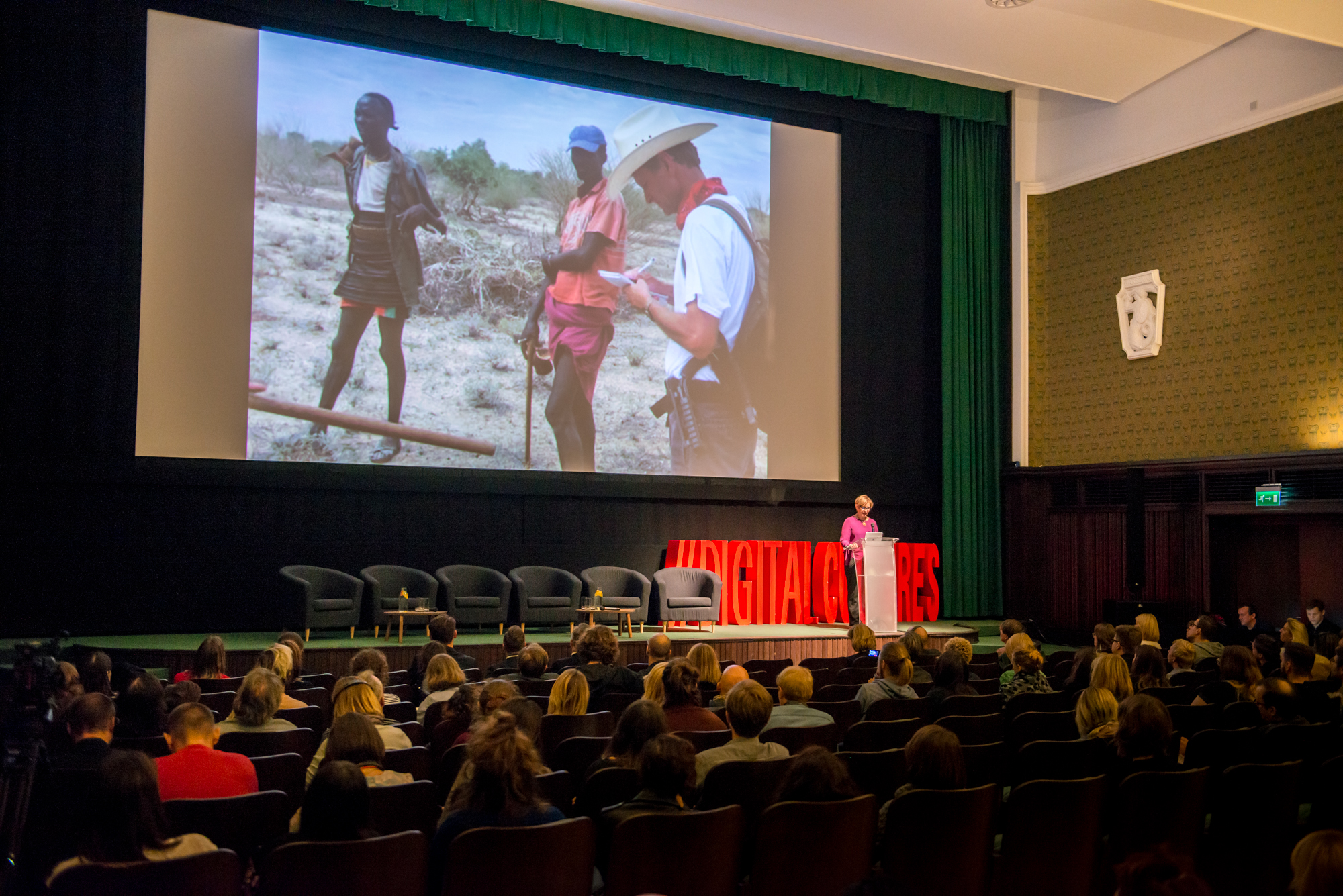
Druga edycja konferencji „Digital Cultures”
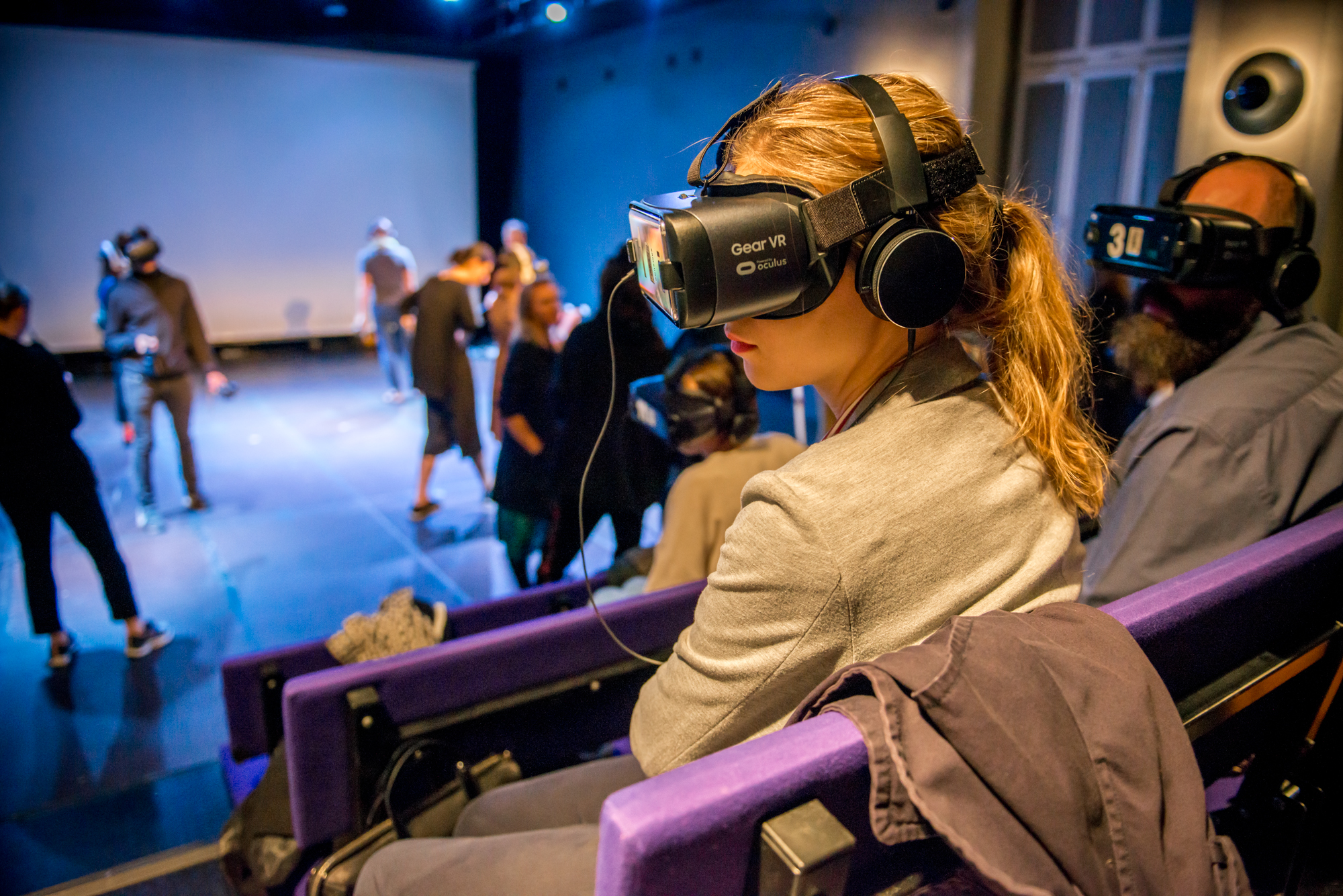
Druga edycja konferencji „Digital Cultures”
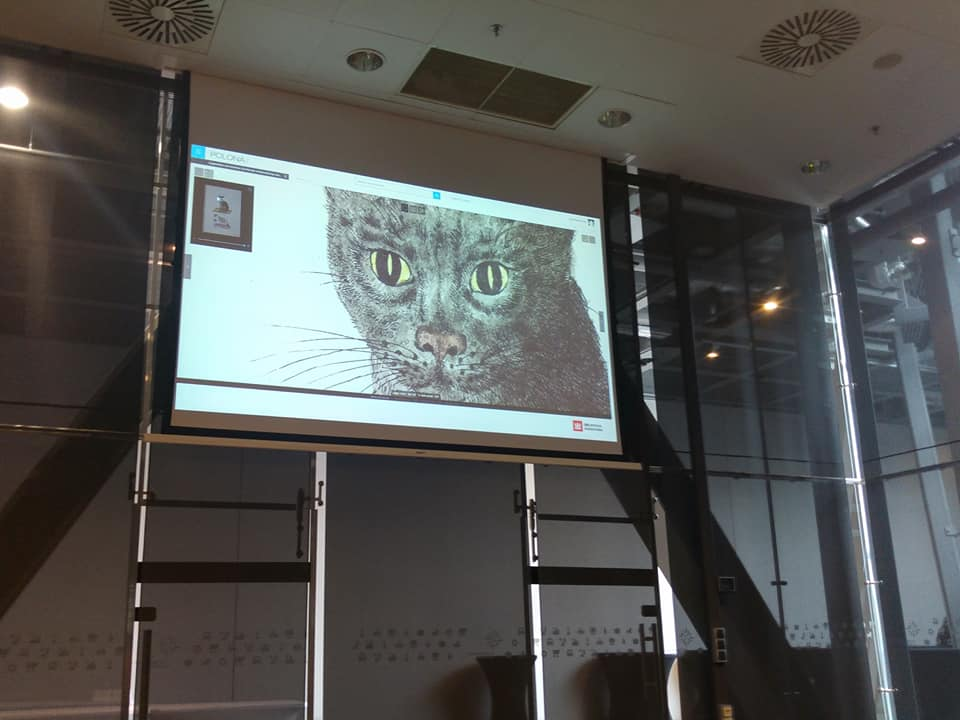
Pierwsza edycja konferencji „Digital Cultures”
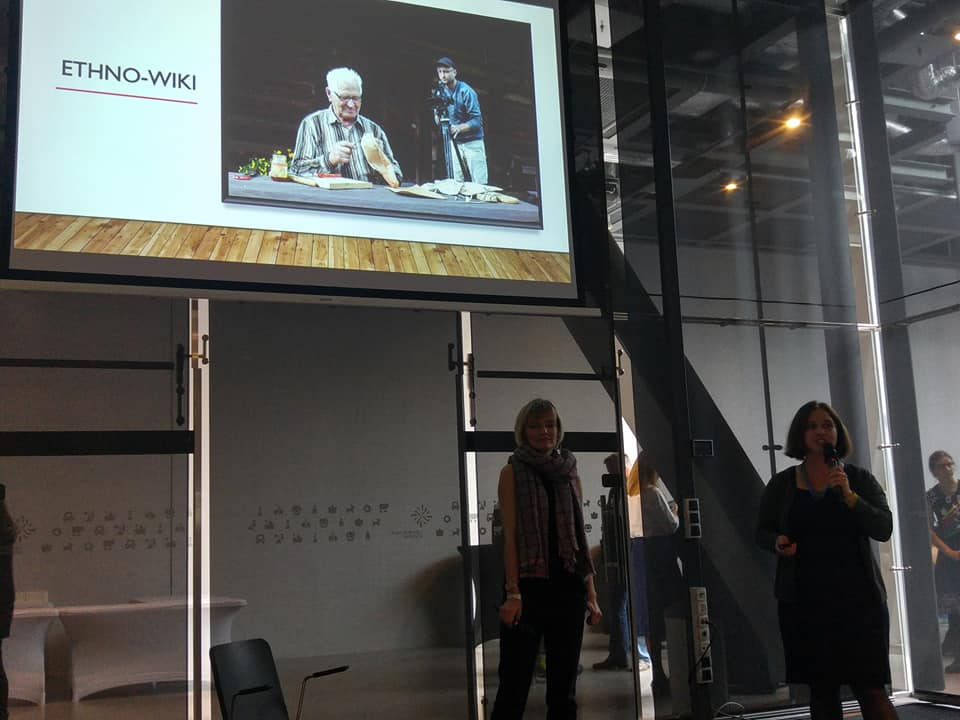
Sesja Best of PL podczas pierwszej edycji konferencji „Digital Cultures”
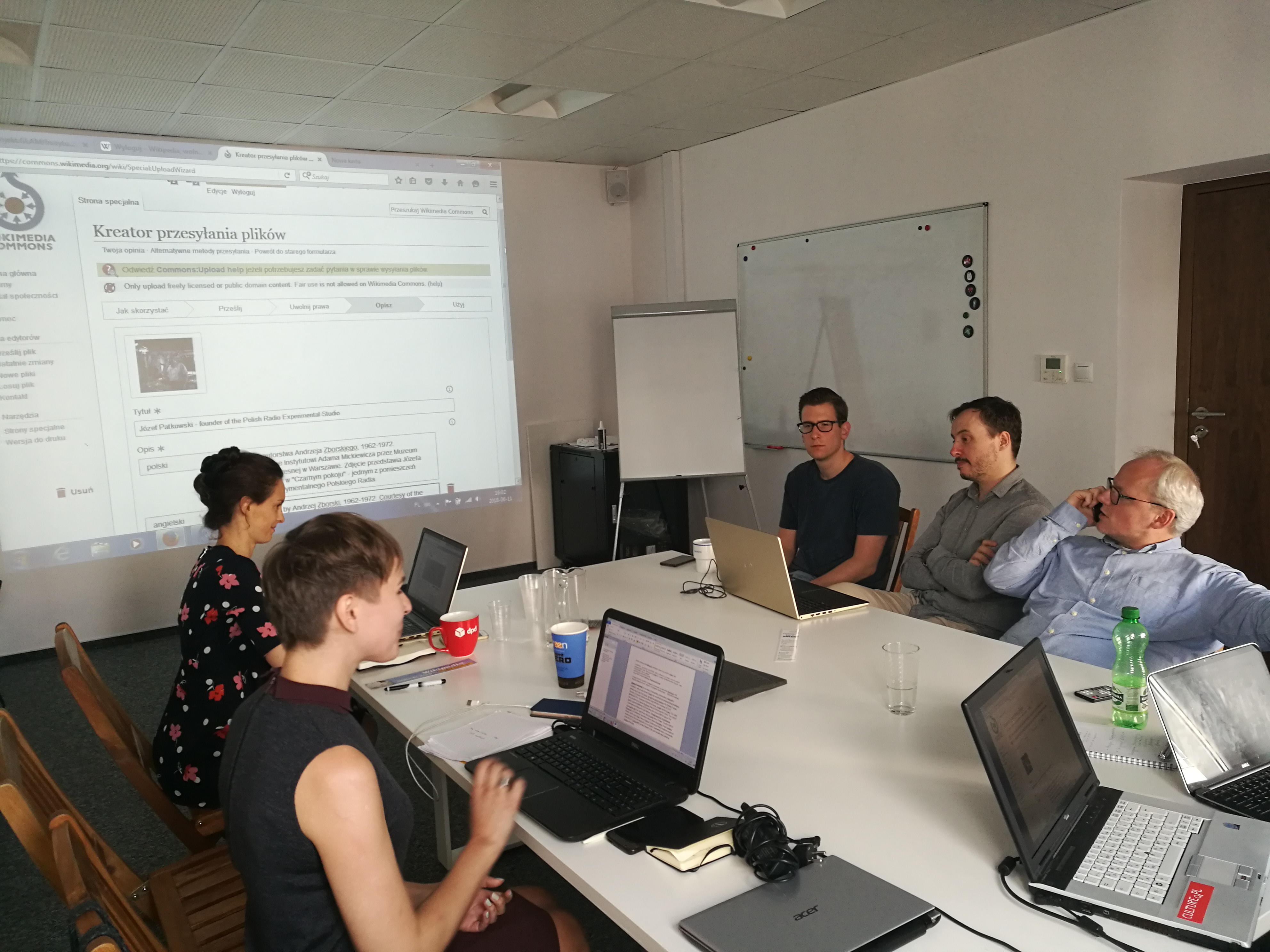
Szkolenie z edycji Wikipedii dla pracowników IAM